# Thunbergia richardsiae
Thunbergia richardsiae är en akantusväxtart som beskrevs av Vollesen. Thunbergia richardsiae ingår i släktet thunbergior, och familjen akantusväxter. Inga underarter finns listade i Catalogue of Life.